# Cmentarz przy Murze Kremlowskim
Cmentarz przy Murze Kremlowskim (ros. Некрополь у Кремлёвской стены) – pamiątkowa nekropolia na placu Czerwonym w Moskwie, położona przy murze Kremla (sam mur pełni rolę kolumbarium). Jest miejscem spoczynku działaczy politycznych, wojskowych, czy naukowców, którzy w momencie pogrzebu byli uznawani za wybitnych. Zostali tam także pochowani komuniści innych narodowości, m.in. John Reed, Sen Katayama, Clara Zetkin.

## Historia cmentarza
Cmentarz zaczęto tworzyć w listopadzie 1917 roku, kiedy to na placu Czerwonym pojawiły się pierwsze zbiorowe groby żołnierzy garnizonu kremlowskiego, ofiar wydarzeń 28 października 1917 roku w Moskwie, poległych w walce po stronie bolszewików (według niektórych danych w tych grobach spoczywa 250–300 ludzi). W 1919 roku na placu Czerwonym został pochowany Jakow Swierdłow, a jesienią tegoż roku – ofiary wybuchu w Leontiewskim Zaułku. W 1924 zostało zbudowane mauzoleum Lenina, które stało się centrum cmentarza. W latach 20. XX wieku przy Murze Kremlowskim pojawiło się jeszcze 15 zbiorowych mogił bojowników rewolucji.
Później na cmentarzu chowano zmarłych należących do dwóch grup:
- Szczególnie wybitnych działaczy partii i rządu (Jakow Swierdłow, następnie Michaił Frunze, Feliks Dzierżyński, Michaił Kalinin, Andriej Żdanow, Klimient Woroszyłow, Siemion Budionny, Michaił Susłow, Leonid Breżniew, Jurij Andropow i Konstantin Czernienko), chowanych w pobliżu Muru Kremlowskiego z prawej strony Mauzoleum bez kremacji, w grobach i trumnach. W ten sam sposób pochowano w roku 1961 wyniesione z Mauzoleum ciało Stalina.
- Większość osób, pochowanych przy Murze Kremlowskim od roku 1930 aż po lata 1980, kremowano, a urny z ich prochami zamurowano w Murze pod płytami z imieniem i nazwiskiem oraz datami urodzenia i śmierci (dotyczy to 114 osób).

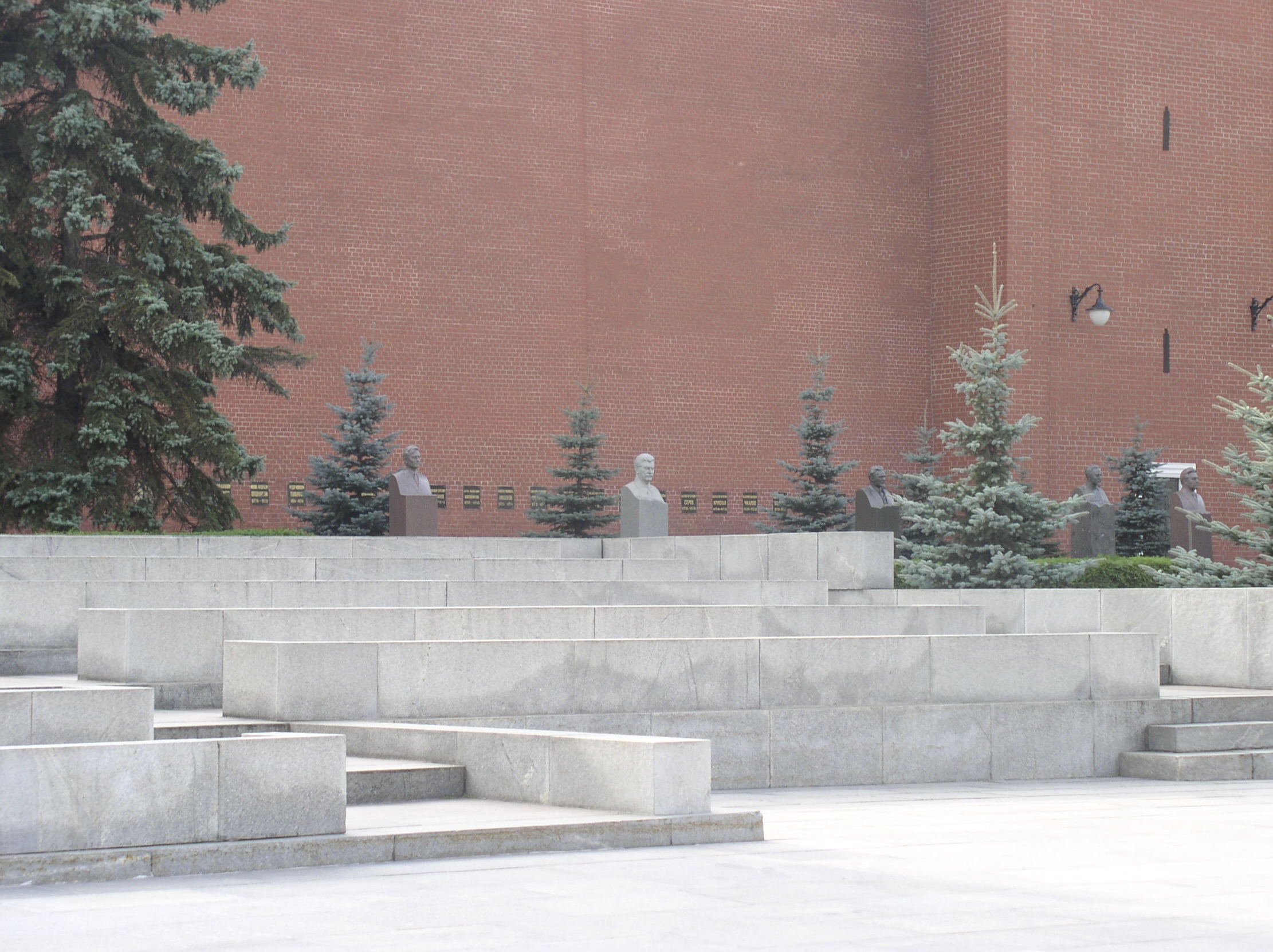
Cmentarz przy Murze Kremlowskim, fragment

W przypadku, gdy dana osoba została przez partię pośmiertnie osądzona, miejsce jej spoczynku pozostawało niezmienione (np. nie przemieszczono urn z prochami Siergieja Kamieniewa czy  Andrieja Wyszynskiego).
Znalazły tu miejsce spoczynku prochy wybitnych lotników (lata 30. i 40.), zmarłych tragicznie kosmonautów (60., 70., m.in. Jurij Gagarin), znanych uczonych (Aleksandr Karpinski, Igor Kurczatow, Siergiej Korolow, Mstisław Kiełdysz). Do roku 1976 chowano tu wszystkich posiadających tytuł marszałka Związku Radzieckiego, jednak potem tego zaniechano.
Autorem architektonicznego kształtu, nadanego cmentarzowi w latach 1946–47 był architekt Isidor Aronowicz Francuz. W latach 1973–74 przeprowadzono rekonstrukcję cmentarza, wtedy też pojawiły się tam elementy granitowe, wazy dla kwiatów; posadzono nowe świerki i odnowiono granity Mauzoleum.
Ostatnim pochowanym na cmentarzu był Konstantin Czernienko (w marcu 1985 roku). Ostatnią osobą, której prochy zostały umieszczone w Murze Kremlowskim, był zmarły w grudniu 1984 Dmitrij Ustinow. Latem 2013 roku, po otwarciu podmoskiewskiego Federalnego Cmentarza Wojskowego, mającego pełnić funkcję narodowego panteonu, pojawiła się możliwość, że zwłoki i prochy osób pochowanych na Cmentarzu przy Murze Kremlowskim mogą w przyszłości zostać przeniesione właśnie tam.